# رضوان‌کلا
رضوان‌کلا یک روستا در ایران است که در استان مازندران واقع شده‌است.